# اسپارتنبورگ (کارولینای جنوبی)
اسپارتنبورگ(به انگلیسی: Spartanburg) شهری در ایالت کارولینای جنوبی کشور ایالات متحده آمریکا است که جمعیت آن در سرشماری سال ۲۰۱۰ میلادی، ۳۷٬۰۱۳ نفر بوده‌است.

## نگارخانه

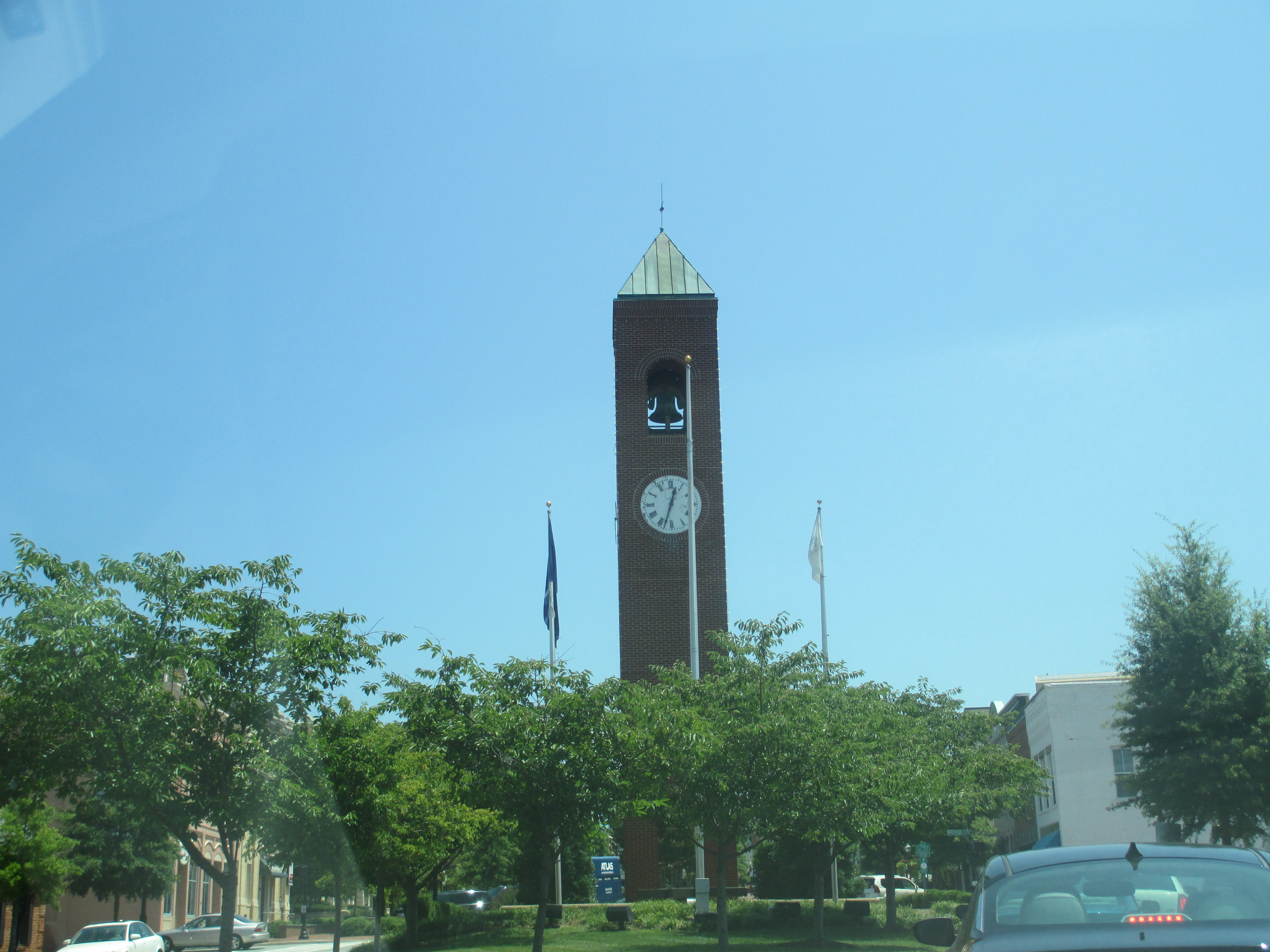
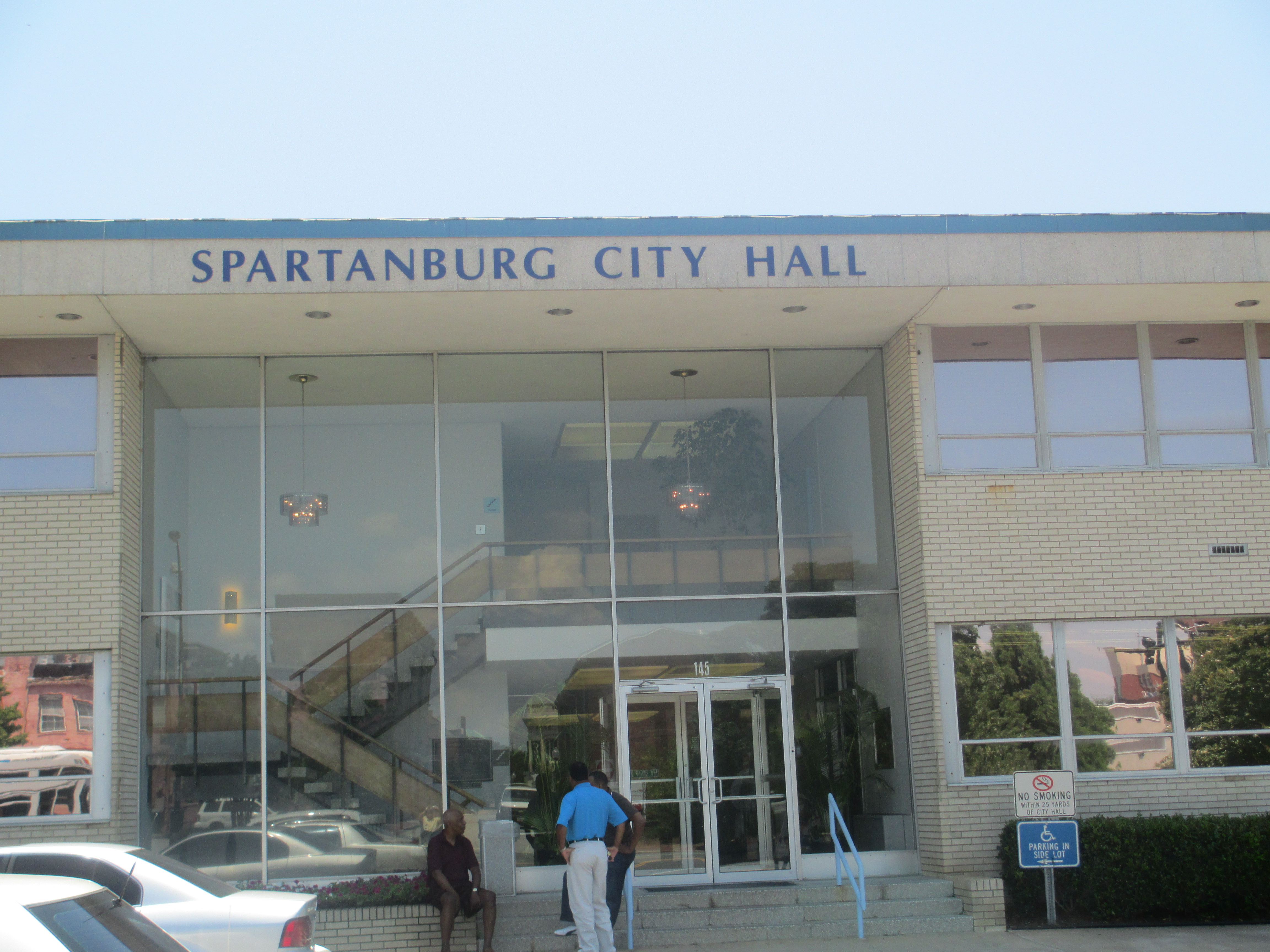
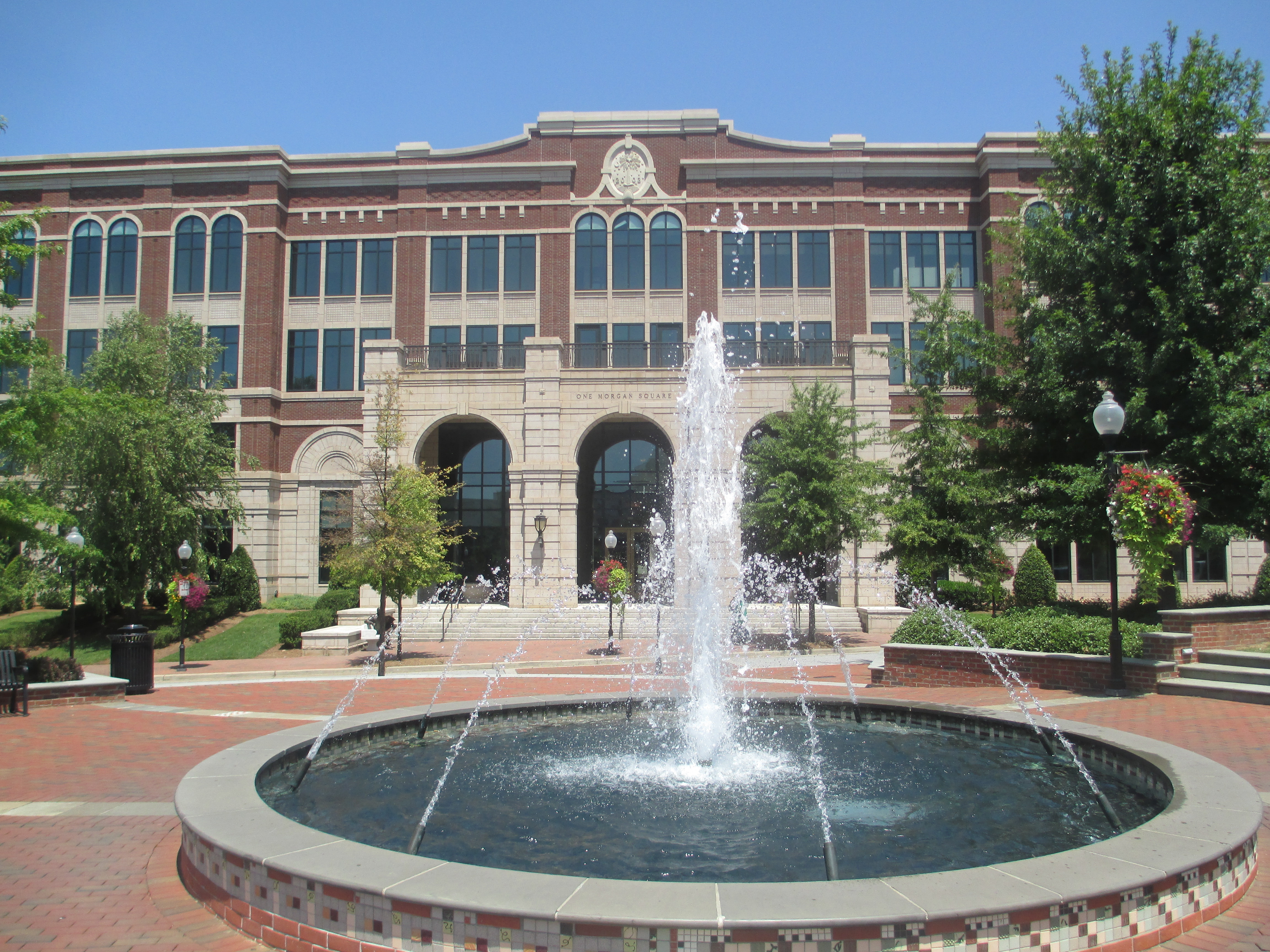
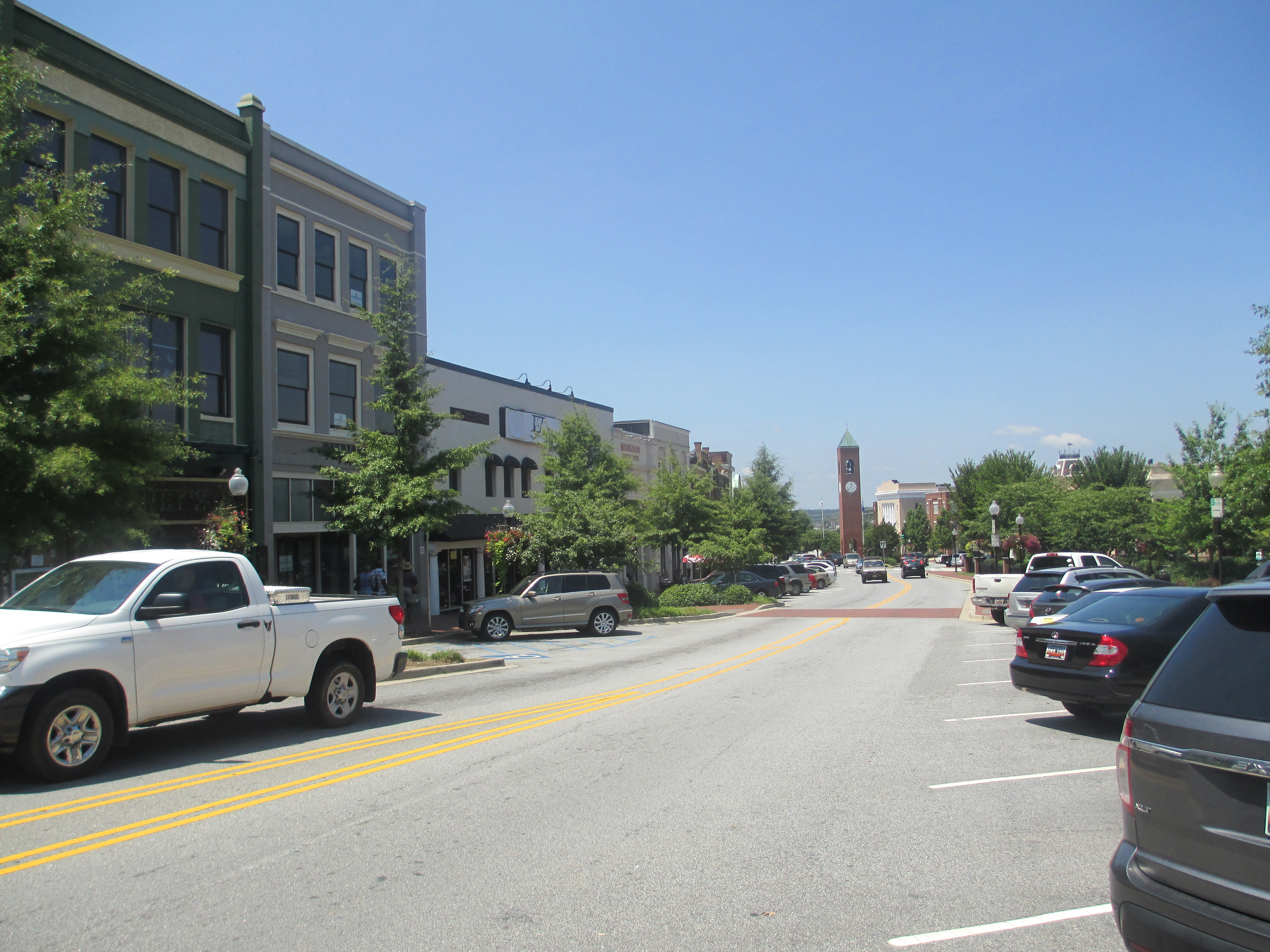
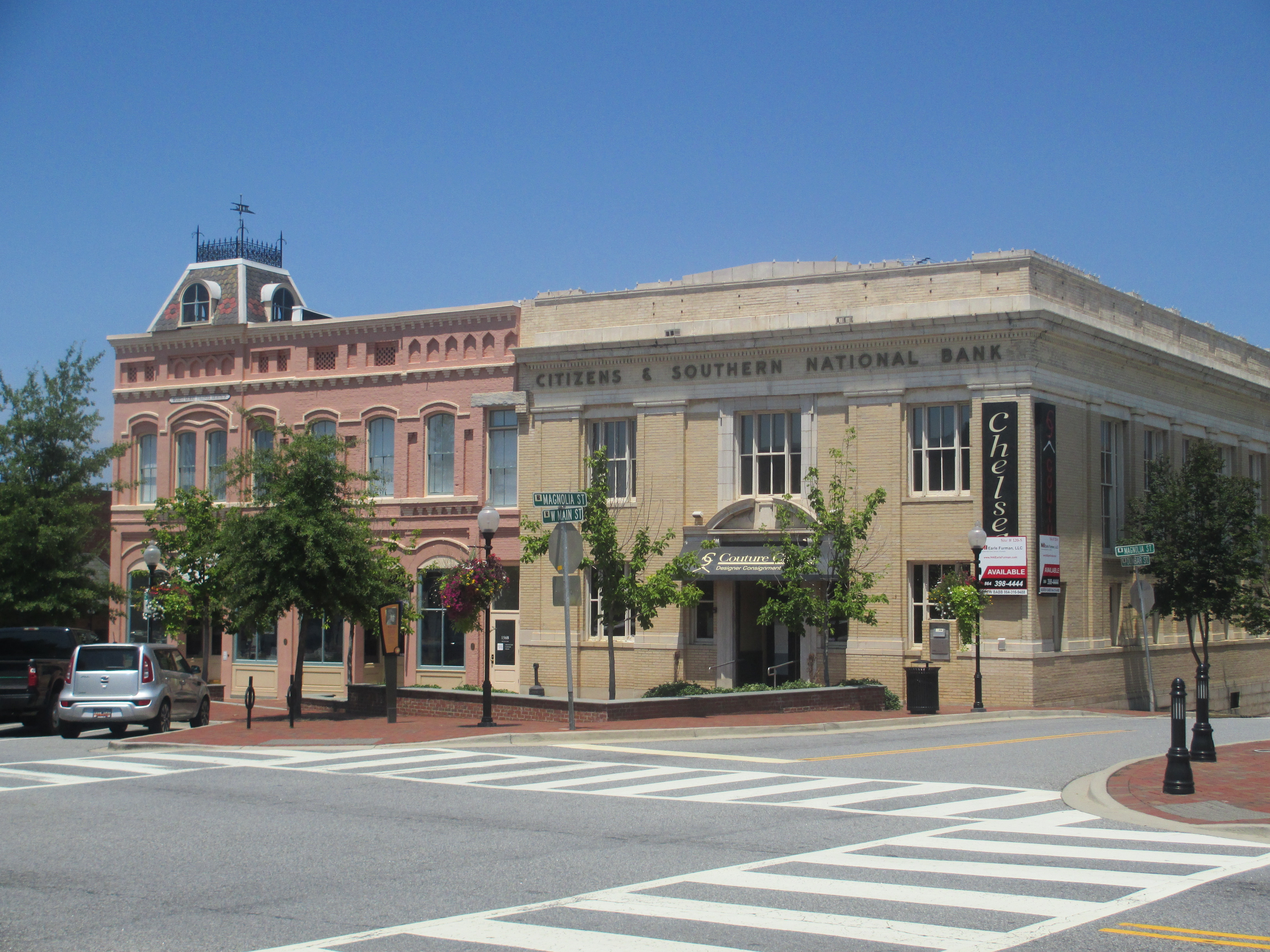
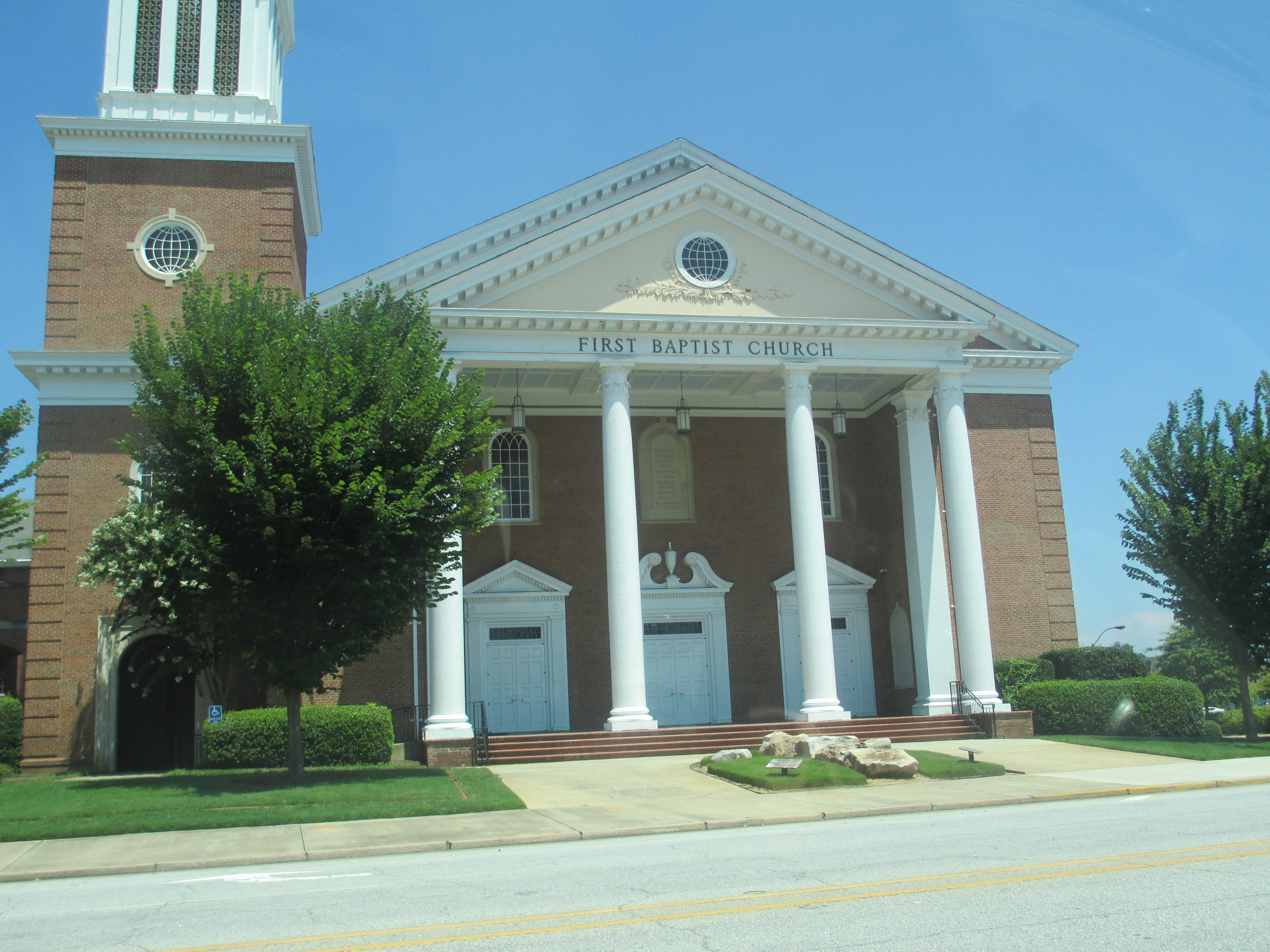
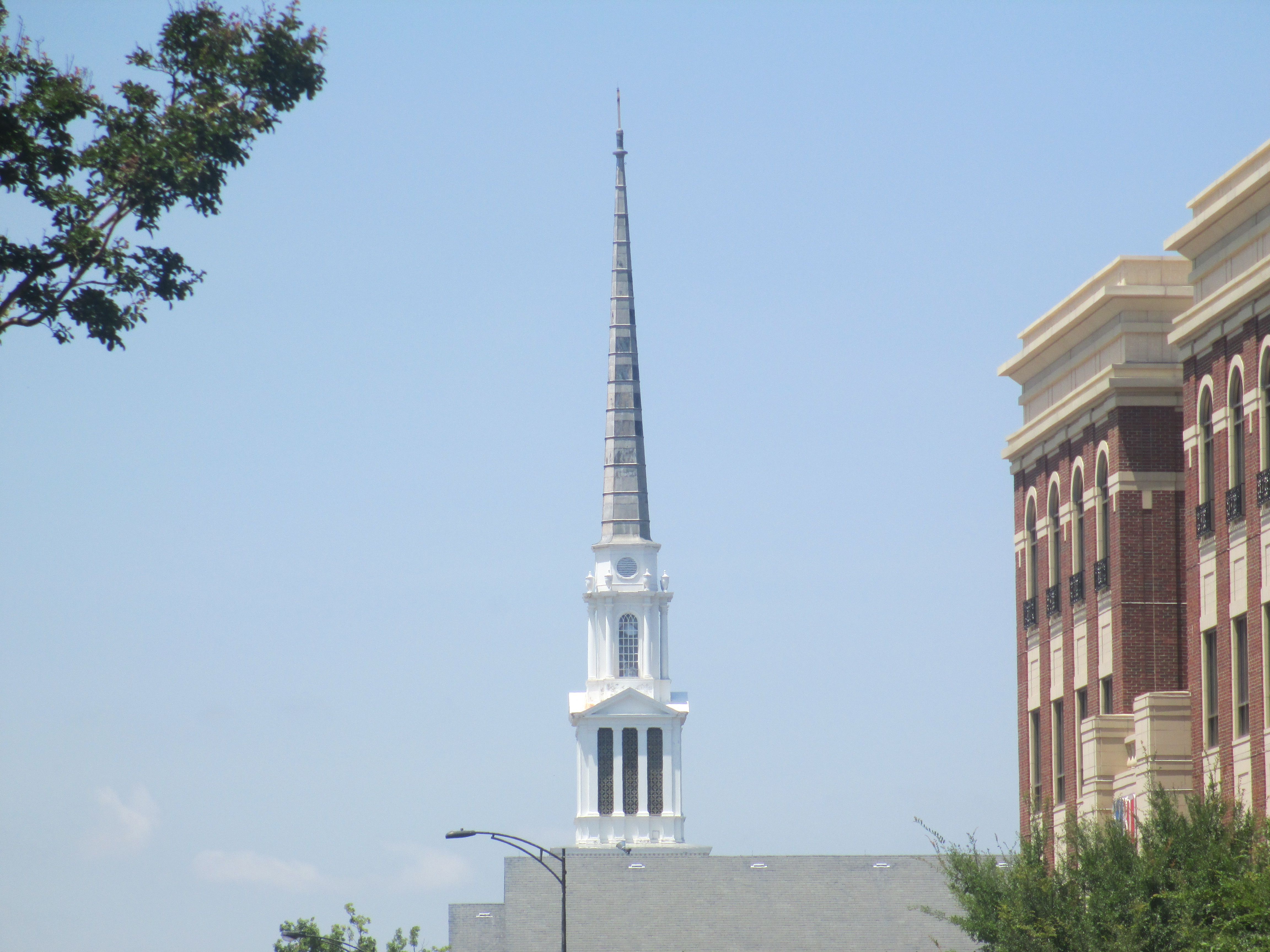
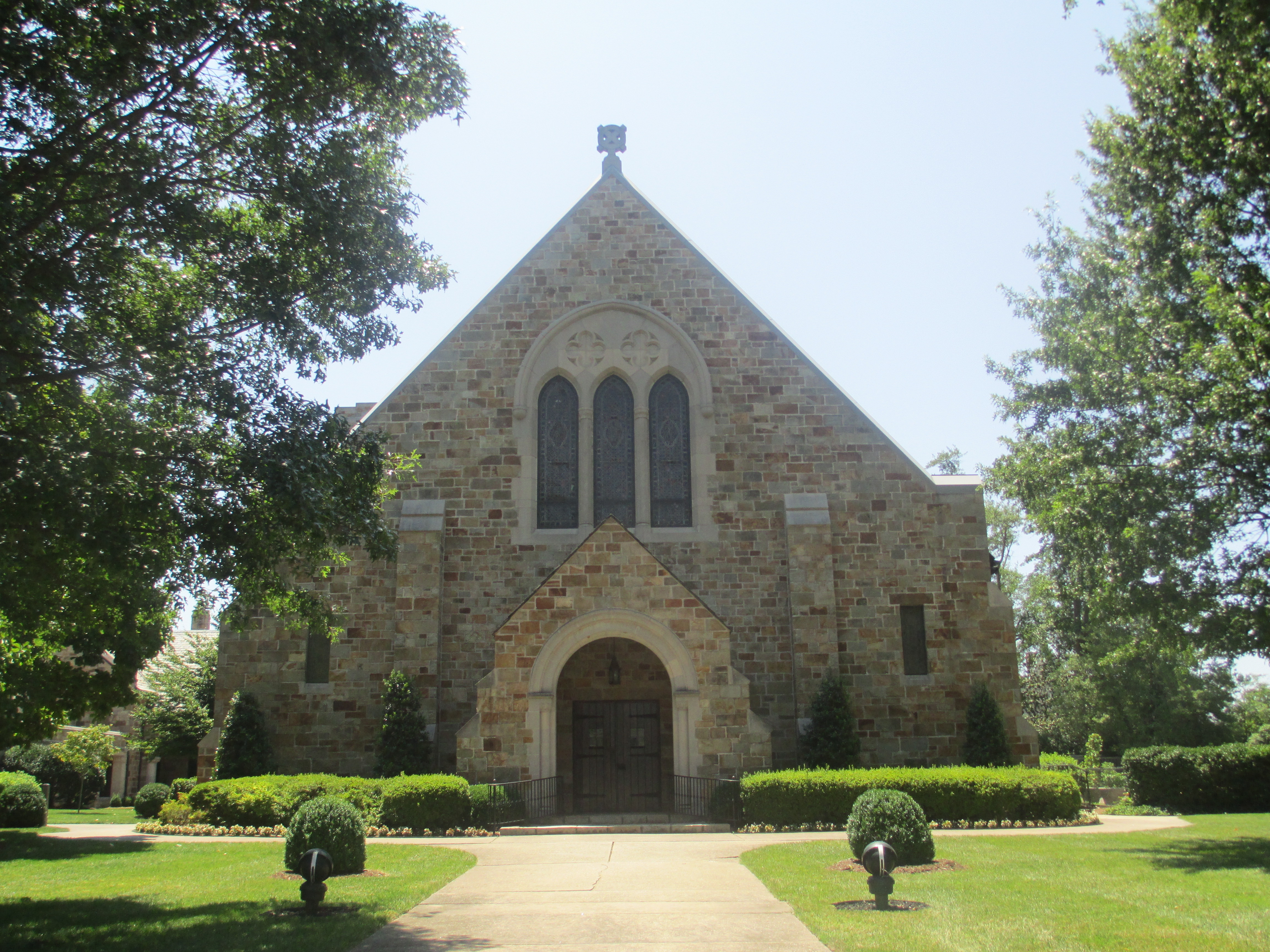
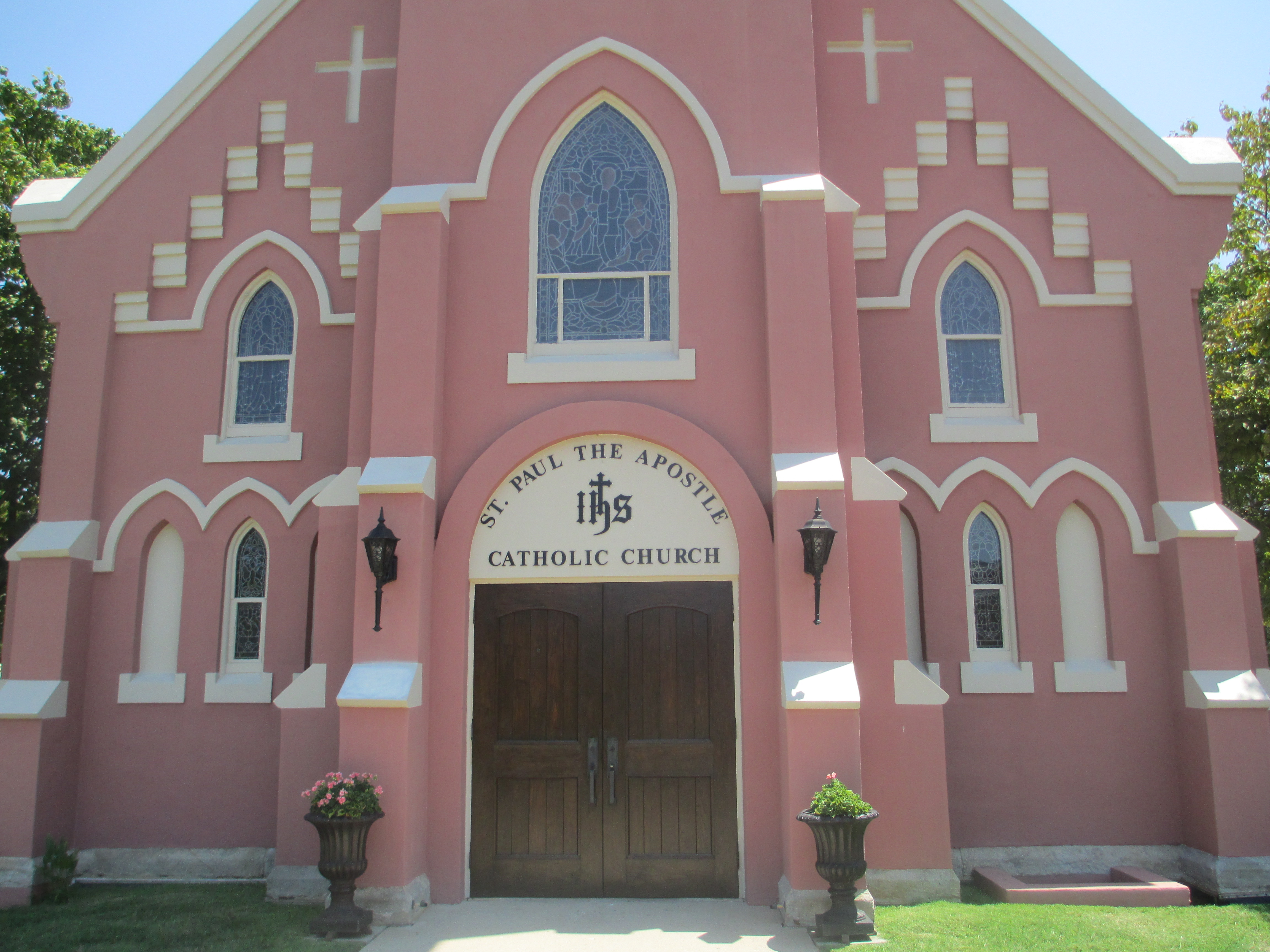